# القنبور (جازان)
قرية القنبور، إحدى قرى منطقة جازان وهي قرية سكنية تابعة لبلدية محافظة صامطة جنوب غرب المملكة العربية السعودية، تبعد أكثر من 50 كم باتجاه الجنوب الغربي من مدينة صامطة.

## الموقع
تعد قرية القنبور من القرى الحدودية وتقع جنوب المملكة قبل الحدود اليمنية السعودية بحوالي 5 كم، كما تبعد حوالي 90 كيلومترا بالاتجاه الجنوبي الشرقي من مدينة جازان، وهي تقع عند خط طول 42 درجة وخط العرض 16 درجة، كما وتبعد حوالي 7 كيلو متر أيضاً عن مركزها قرية المواسم التي تقع غرب القرية.

## انظر ايضاً
- الأسودية
- العرجين
- الغورة

## وصلات خارجية
- بيانات المجلس البلدي من الأمانة العامة لشؤون المجالس البلدية.
- حصر الخدمات بالمدن والقرى بمنطقة جازان.
- دليل الخدمات بمنطقة جازان.
- مصلحة الإحصاءات العامة والمعلومات.